# Marie-Catherine Gondi
Marie-Catherine Gondi, född de Pierrevive 1500, död 1570, var en fransk hovfunktionär. Hon var inflytelserik gunstling till Katarina av Medici, hade hand om hennes ekonomi och representerade henne som affärsagent.

## Biografi
Marie-Catherine Gondi var dotter till skattmasen Nicolas de Pierrevive från Lyon och gift med bankiren Antoine Gondi från Florens och mor till tio barn, av vilka flera gjorde karriär vid hovet, däribland Albert de Gondi, make till Claude Catherine de Clermont. Hon var dame d'atours åt Frankrikes drottning Katarina av Medici (1544–1550), underguvernant till Frankrikes barn (1550–1559), Dame till Frankrikes drottning Maria Stuart (1559–1560), och de facto skattemästare till Frankrikes regent och änkedrottning Katarina av Medici (1560–1570).
Gondis gynnade ställning som Katarinas förtrogna gav upphov till rykten, som att hon ska ha hjälpt Katarina med äktenskapets påstådda ofruktsamhet (Katarina var gift i elva år innan hon födde sitt första barn). Hon översåg bland annat Katarinas uppförande av Tuilerierna.